# Симфонія № 1 (Брамс)
Симфо́нія № 1 ор. 68 Й. Брамса, до мінор, написана 1876 року. Складається з 4-х частин:
1. Un poco sostenuto — Allegro — meno Allegro (C minor)
2. Andante sostenuto (E major)
3. Un poco Allegretto e grazioso (A flat major)
4. Adagio — Più Andante — Allegro non troppo, ma con brio — Più Allegro (C major)

Написана для подвійного складу симфонічного оркестру. Тривалість — 45-50 хв.